# Hymne cannibale
L’Hymne cannibale est un texte funéraire de l'Égypte antique en écriture hiéroglyphique constitué par les chapitres 273-274 des Textes des Pyramides. Il apparaît pour la première fois gravé dans l'antichambre de la tombe du pharaon Ounas à la fin de la Ve dynastie (vers 2320 av. J.-C.). Le style et le format sont caractéristiques de la poésie liturgique scandée par les prêtres lors des funérailles. L'hymne est parcouru par des allusions métaphoriques et exploite habilement jeux de mots et d'homophonies afin de diviniser le défunt en le transformant en dieu qui régente les puissances célestes. Le thème central est un dépècement rituel où le pharaon découpe, cuit et mange hommes et dieux tel un cannibale afin de s'approprier leurs forces vitales.

## Attestations textuelles
L’Hymne cannibale est connu des égyptologues depuis la redécouverte des Textes des Pyramides en 1881 par Gaston Maspéro (1846-1916) lors de fouilles sur la nécropole de Saqqarah. L'Hymne n'apparaît que dans les deux plus anciennes pyramides à textes, celle d'Ounas, le dernier représentant de la Ve dynastie, et celle de Téti, son beau-fils et successeur, le premier souverain de la VIe dynastie. Le fait que l'hymne apparaît gravé pour la première fois au XXIVe siècle av. J.-C. ne signifie pas que sa date de composition soit contemporaine. Il est tout à fait possible de penser que la composition soit plus ancienne encore ; peut-être de la période prédynastique égyptienne voire au-delà par une transmission orale de génération en génération. Après un hiatus de cinq siècles, l'hymne figure gravé dans les tombeaux de deux dignitaires du Moyen Empire ; à Licht, dans le mastaba de Senousertânkh, grand-prêtre de Ptah à Memphis sous Sésostris Ier et à Dahchour dans le mastaba de Siese, vizir sous Amenemhat II (début de la XIIe dynastie). Les versions attestée dans les deux mastabas sont remarquablement similaires à celles des deux pyramides royales. Cependant, à la même époque, une version fortement retravaillée, le chapitre 573 des Textes des Sarcophages, apparaît inscrite sur des sarcophages en bois à l'attention de notables de la Moyenne-Égypte.

« C'est ledit Ounas qui mange les hommes, qui se nourrit des dieux. [...] C'est Khonsou, couteau des Seigneurs, qui les dépècera pour Ounas et qui extirpera pour lui ce qui est dans leur ventre. [...] C'est Chesmou qui les sacrifiera pour Ounas et qui en cuit un morceau sur les fourneaux du repas du soir ! C'est ledit Ounas qui mange leur magie-hekaou et avale leur pouvoir-akh ! »

— Hymne cannibale. Traduction de Claude Carrier

### Études
- Jules Baillet, « L'anthropophagie dans l'Égypte primitive », BIFAO, Le Caire, no 30,‎ 1931, p. 65-72 (lire en ligne)
- (en) Christopher Eyre, The cannibal hymn : A cultural and literary study, Liverpool, Liverpool University Press, 2002, 272 p. (ISBN 0-85323-706-9, lire en ligne)
- (en) R. O. Faulkner, « The "Cannibal Hymn" from the Pyramid Texts », The Journal of Egyptian Archaeology, vol. 10, n°2,‎ juillet 1924, p. 97-103 (JSTOR 3854235)
- (de) Georg Meurer, « Der sogenannte Kanibalenhymnus PT 273-274 », dans Die Feinde des Königs in den Pyramidentexten (lire en ligne), p. 44-52

### Traductions
- Raphaël Bertrand, Les Textes de la Pyramide d'Ounas, t. 1/. Traduction, ANOUP éditions, 2004
- Claude Carrier, Textes des Pyramides de l'Égypte ancienne : Tome 1. Textes des pyramides d'Ounas et de Téti, Paris, Cybèle, 2010, 417 p. (ISBN 978-2-915840-10-0), p. 144-151
- Gaston Maspero, Les inscriptions des pyramides de Saqqarah, Paris, E. Bouillon, 1894, 458 p. (lire en ligne), p. 67-70